# Incorporation (christianisme)
Pour les articles homonymes, voir Incorporation.
 (janvier 2023).
Si vous disposez d'ouvrages ou d'articles de référence ou si vous connaissez des sites web de qualité traitant du thème abordé ici, merci de compléter l'article en donnant les références utiles à sa vérifiabilité et en les liant à la section « Notes et références ».
L'incorportaion est un concept de la théologie chrétienne, dérivée du vocabulaire métaphorique des épîtres de Paul, par lequel celui-ci désigne le processus social et collectif de la vie de la grâce, par analogie avec la manière dont un corps humain est organisé et se développe. Par la grâce rédemptrice, les fidèles du Christ lui sont incorporés, ou assimilés, et participent du salut qu'il possède en plénitude et dispense à tous. L'incorporation est l'intégration, comme membre, de tout homme sauvé par le Christ à son corps mystique, c'est-à-dire à l'Église, congrégation de ceux qui appartiennent au Christ. 
Par cette configuration au Christ, les membres de son corps participent spirituellement à la vie de ce corps, meurent avec le Christ et revivent avec lui, non comme tête et comme source, ce qui est le propre du Christ, mais comme membre et comme participants. 
Paul écrit : « Pour moi, la vie c'est le Christ et mourir un gain ». Ph 1. 21 Et encore : « C'est là une parole certaine : si nous mourons avec Lui, nous vivrons avec Lui » 2Tm 2. 11. 
Le pape Pie XII a consacré une encyclique au corps mystique du Christ, le 29 juin 1943.

## Référence
- Catéchisme de l'Église catholique, no 1010.